# Gerald DeGroot
Gerald DeGroot es un personaje ficticio de la serie estadounidense Lost. Ha aparecido solamente en cuatro vídeos de orientación de la Iniciativa DHARMA.
A mediados de los 60's, época de la Guerra Fría, Gerald trabajó en una secreta organización llamada Iniciativa DHARMA, la cual consistía en entablar diversas estaciones a lo largo de una isla en el pacífico sur para manipular el medioambiente y así cambiar los dígitos de la ecuación dada a conocer por el matemático italiano Enzo Valenzetti.
Datos
Su mujer es Karen DeGroot, junto con quien fundó la iniciativa.
Es miembro de la Fundación Hanso, y ha sido financiado por ella para llevar a cabo sus proyectos.
A causa de su importancia en la Iniciativa DHARMA, Gerald es nombrado por Alvar Hanso como miembro honorario de la Fundación Hanso, a través del Sri Lanka Video.
- Datos: Q5878139